# Infantería Grenz
La infantería Grenz o Grenzer (en croata: Krajišnici or Graničari) fueron tropas de infantería ligera provenientes de las fronteras militares de Croacia y Transilvania en la Monarquía Habsburgo (más adelante del Imperio austríaco y el Imperio austrohúngaro). Esta frontera formaba una zona tampón entre la Europa Cristiana y el Imperio otomano. Estas tropas fueron formadas inicialmente para defender a Austria de los turcos otomanos. Cuando no existía la amenaza de guerra con los otomanos, los regimientos Grenzer eran empleados por los Habsburgos en otros frentes de guerra, aunque un batallón de cada regimiento síempre se quedaba a resguardar la frontera.

## Origen
Los Grenzer fueron los sucesores de los Panduros, milicianos irregulares que en el siglo XVIII también sirvieron a los Habsburgos en la defensa de la frontera con los otomanos y sirvieron en la guerra de los Siete Años. Sin embargo, para las guerras napoleónicas, las tropas fronterizas ya estaban organizadas en regimientos de infantería de línea regular, pero eran consideradas por los generales austríacos como una mezcla entre infantería ligera e infantería de línea. Fueron entrenados en arquería, combate cuerpo a cuerpo y las tácticas básicas lineales. Al principio de la guerra, se formaron 18 regimientos de infantería Grenz y constituían un cuarto del Ejército Imperial de los Habsburgo.
Sin embargo, los Grenzer fueron las primeras y más importantes tropas de escaramuzas y se pensaba que no se desempeñarían bien en el rol de infantería de línea. Como tales, muchos en el ejército austríaco no tenían una buena opinión de ellos. Luego de un motín en 1800, sus números se redujeron de 57.000 a tan sólo 13.000. Pese a esto, la Infantería Grenz actuó bien en combate en forma regular, especialmente en Marengo y Austerlitz, ganándose el respeto de los franceses. Napoleón tenía una muy buena opinión de ellos y los consideraba como las tropas más aguerridas de todo el ejército austríaco. Luego de concluida la Guerra de la Quinta Coalición, y según el Tratado de Schönbrunn, Austria se vio obligada a ceder a Francia territorio en la Frontera Militar, haciendo que los regimientos 1o, 2.º, 3.º, 10.º y 11ero de Infantería Grenz se incorporaran al ejército francés. Napoleón no dudó en hacer uso de estas unidades, que lucharon para Francia hasta la adbicación del emperador en 1814.
Durante el siglo XIX, la amenaza de los turcos otomanos disminuyó y hubo menos necesidad de mantener tropas para defender la frontera. Con el surgimiento del nacionalismo de los eslavos del sur y la autodeterminación, el alto mando austríaco se volvió sospechoso de la infantería Grenz y un posible levantamiento. Con estos factores, la infantería Grenz se fue reduciendo poco a poco, aunque se mantuvieron al servicio del ejército austríaco y más adelante del ejército austrohúngaro hasta la Primera Guerra Mundial.
| Infantería Grenzer                                                                                    | | | |                                                                                                   |
| [[File:Warasdiner Grenz Inf. Regt (NYPL b14896507-91163).tiff\|280px\|alt={{{Alt\|{{{descripción}}}]] | [[File:Grenz Infanterie der Granizer Brooder Regiment Slavonier (NYPL b14896507-91164).tiff\|260px\|alt={{{Alt\|{{{descripción}}}]] | [[File:K.K. Oesterr. Armée, Nation- Grenz Infanterie (NYPL b14896507-91088).tiff\|230px\|alt={{{Alt\|{{{descripción}}}]] | [[File:Titler Grenz-Infanterie. Garnisons-Infanterie (NYPL b14896507-90615).tiff\|230px\|alt={{{Alt\|{{{descripción}}}]] | [[File:Grenz-Infanterie. 1866 (NYPL b14896507-90509).tiff\|430px\|alt={{{Alt\|{{{descripción}}}]] |
| Grenzer 1756.                                                                                         | Grenzer 1760. | Grenzer 1848. | Grenzer 1854. | Grenzer 1866.                                                                                     |